# Cybaeus urabandai
Cybaeus urabandai är en spindelart som beskrevs av Yoh Ihara 2004. Cybaeus urabandai ingår i släktet Cybaeus och familjen vattenspindlar. Inga underarter finns listade i Catalogue of Life.